# Atractogyne bracteata
Atractogyne bracteata är en måreväxtart som först beskrevs av Herbert Fuller Wernham, och fick sitt nu gällande namn av John Hutchinson och John McEwan Dalziel. Atractogyne bracteata ingår i släktet Atractogyne och familjen måreväxter. Inga underarter finns listade i Catalogue of Life.